# St. Pankratius (Offenbach-Bürgel)

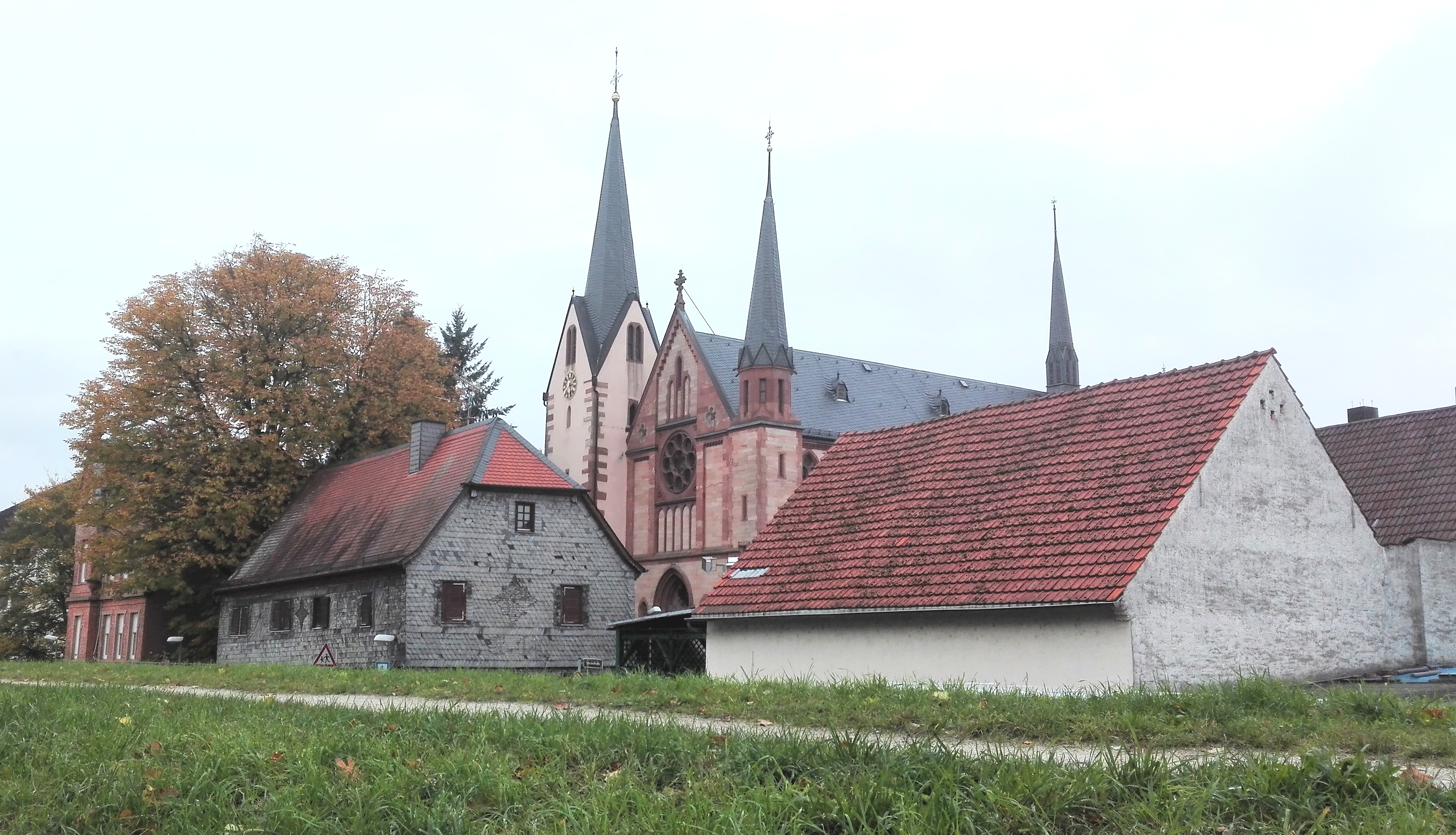
St. Pankratius, Blick vom Mainufer

Die römisch-katholische Filialkirche St. Pankratius in Offenbach-Bürgel, Stiftstraße 5, ist ein neugotisches Kirchengebäude, das unter dem Patrozinium des heiligen Pankratius steht. Die Gemeinde gehört zur Pfarrei St. Franziskus Offenbach im Bistum Mainz. Es handelt sich um das älteste Pankratius-Patrozinium im deutschsprachigen Raum und das älteste Bauwerk Offenbachs mit der größten Orgel der Stadt. Die Kirche steht aus geschichtlichen, künstlerischen und städtebaulichen Gründen als Kulturdenkmal unter Denkmalschutz.

## Lage
Die Filialkirche St. Pankratius liegt im Mainbogen direkt am Main. Über die S-Bahnhöfe Offenbach Marktplatz und Offenbach-Ost im Rhein-Main-Verkehrsverbund und die beiden Offenbacher Buslinien 101 und 107, welche die Bushaltestelle Hessenstraße anfahren, ist die Kirche unter anderem aus Wiesbaden, Mainz-Kastel, Frankfurt am Main und Offenbach am Main gut zu erreichen. Die Parkmöglichkeiten an der Kirche sind sehr eingeschränkt.

## Geschichte

### Mittelalterliche Kirche
Nachdem bereits 880 eine Kirche in Bürgel belegt ist, wird das Patrozinium des Heiligen Pankratius in die ottonische Zeit eingeordnet, also gegen Ende des 10. Jahrhunderts. Die Kirche ist eine der ersten im deutschsprachigen Raum, die unter dieses Patrozinium gestellt wurde. Pankratius war der Patron der Ritter und gilt als Schützer der Saat und der Blüten und als Helfer bei Krankheiten. Seit dem späten Mittelalter gehört er zu den Vierzehn Nothelfern.
Als Pfarrkirche ist die Bürgeler Kirche bereits ab dem Jahr 1297 nachweisbar, von 1876 bis 1914 war sie vorübergehend lediglich Filialkirche der Bieberer Pfarrei. Mit der Fusion aller katholischen Pfarreien Offenbachs zur neuen Pfarrei St. Franziskus verlor St. Pankratius zum 1. Januar 2024 erneut den Status einer Pfarrkirche; seitdem gilt sie nach dem römisch-katholischen Kirchenrecht nur noch als Filialkirche.
Auch nach der Reformation blieb Bürgel katholisch; der Ort wurde im Dreißigjährigen Krieg dem Boden gleichgemacht, so dass die meisten der heute bestehenden Häuser des alten Ortskerns aus der Zeit des späten 17. Jahrhunderts stammen.
Der Kirchturm aus dem Jahr 1492 überdauerte drei Kirchenschiffe, deren letztes 1714 errichtet wurde. Mündlichen Überlieferungen zufolge soll von Valentin Eberlein (Worms) eine erste Orgel in diese Kirche eingebaut worden sein. Sie lässt sich aber urkundlich nicht belegen. Am 12. Januar 1861 erhielt die Kirche eine neue Orgel.
Im Zuge der Wiederentdeckung des Mittelalters durch die deutsche Romantik kamen im Kirchenbau neuromanische, vor allem aber neugotische Formen in Mode. Geistlicher Rat Monsignore Gottfried Schaider, Pfarrer in St. Pankratius von 1878 bis 1937, setzte vom Beginn seiner Amtszeit an sein ganzes Streben und seine ganze Energie für einen Kirchenneubau ein, bedingt durch notwendig gewordene umfangreiche Sanierungsmaßnahmen an und in der inzwischen viel zu kleinen Kirche (damals im Volksmund Kapelle genannt). In den 1890er Jahren kam es dann zum Ersatz des alten Kirchengebäudes aus dem Jahre 1714.

### Neugotische Kirche

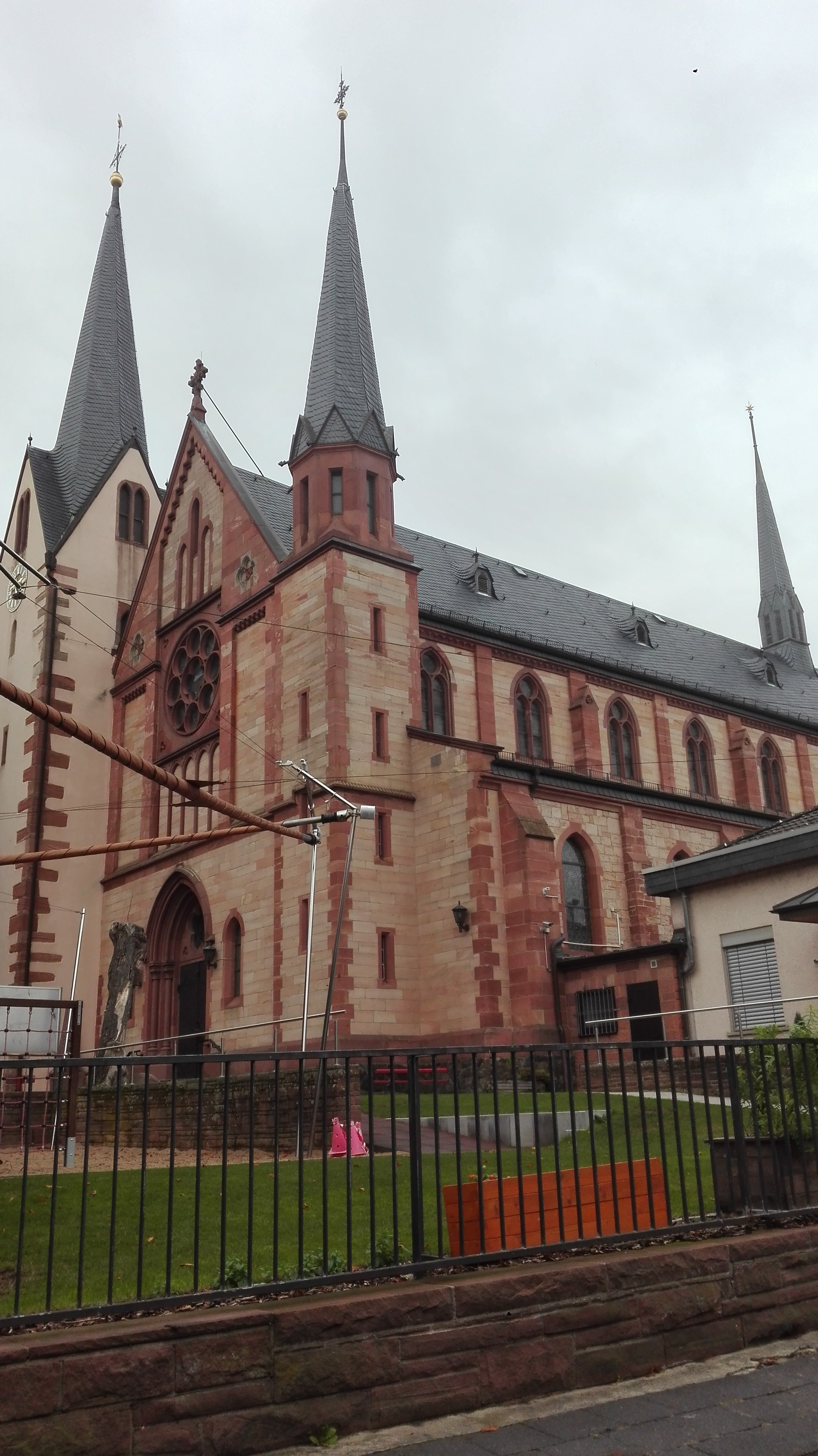
St. Pankratius

Deutlich geprägt von der Industriellen Revolution des 19. Jahrhunderts und ihren zahlreichen neuen bautechnischen und handwerklichen Möglichkeiten entstand ab April 1896 in der stark anwachsenden Pfarrgemeinde nach Plänen des Frankfurter Architekten Joseph Röder, an der Südostecke des alten Glockenturms angesetzt, ein modernes, neugotisches Gotteshaus in kürzester Zeit und stilistisch aus einem Guss. Entsprechend wurde auch das Kircheninnere neogotisch mit rot-blau-goldener Bemalung ausgestattet. Die alte Orgel von 1861 wurde in den Neubau übernommen und durch die Orgelbauwerkstatt Körfer (Gau-Algesheim) erweitert.
Die Kirchweihe erfolgte am 19. September 1897 durch den Mainzer Bischof Paul Leopold Haffner. Er stellte die neue Pfarrkirche wieder unter das Patrozinium des heiligen Pankratius.
Für die Kriegführenden Staaten im Zweiten Weltkrieg war der Mainbogen von militärisch geringer Bedeutung. So blieb die Pfarrkirche St. Pankratius vom Bombenhagel, der den historischen Ortskern Offenbachs 1945 teilweise zerstörte, verschont. Selbst die Buntglasfenster sind erhalten. In den 1950er Jahren entfernte die Gemeinde die beiden Seitenaltäre.
Das Zweite Vatikanische Konzil, das von Papst Johannes XXIII. einberufen worden war, hatte in seiner zweiten Sitzungsperiode 1964 eine Liturgiereform beschlossen. Um eine bessere Mitfeier zu ermöglichen, sah man unter anderem vor, dass der Hauptaltar künftig „freistehend“ zu errichten ist, und zwar mit zwei ausdrücklich genannten Zielen: damit der Priester ihn leicht umschreiten und außerdem an ihm zum Volke hin zelebrieren kann. In jedem Fall sollte der Altar, zugleich Zeichen des Ecksteins Christus, die „Mitte sein, auf die sich die Blicke der Versammlung richten“. In der Pfarrkirche St. Pankratius begnügte man sich zunächst damit, dass man im Chor provisorisch einen hölzernen Altartisch aufbaute, an dem der Pfarrer nunmehr die Messe feierte, ansonsten aber noch keine weiteren Umbaumaßnahmen durchführte.
In den späten 1960er Jahren wurde, bedingt durch notwendig gewordene Instandsetzungsarbeiten und das damalige Unverständnis gegenüber der Architektur des Historismus, innerhalb weniger Monate die ursprüngliche Ausstattung entfernt, die Kirche durchgreifend renoviert und völlig neu ausgestaltet. Die dekorative Ausmalung der Kirche verschwand, die Wände wurden mit einem eintönigen, der neugotischen Struktur zuwiderlaufenden weißgrauen Anstrich versehen.
Im Jahr 1981 kam es zur bislang letzten Renovierung. Alle Wände und Decken erhielten einen Neuanstrich in einer getönten und warmen Farbgebung, im Einklang mit den farblich besonders hervorgehobenen Säulen und Gewölbebögen.

## Baubeschreibung

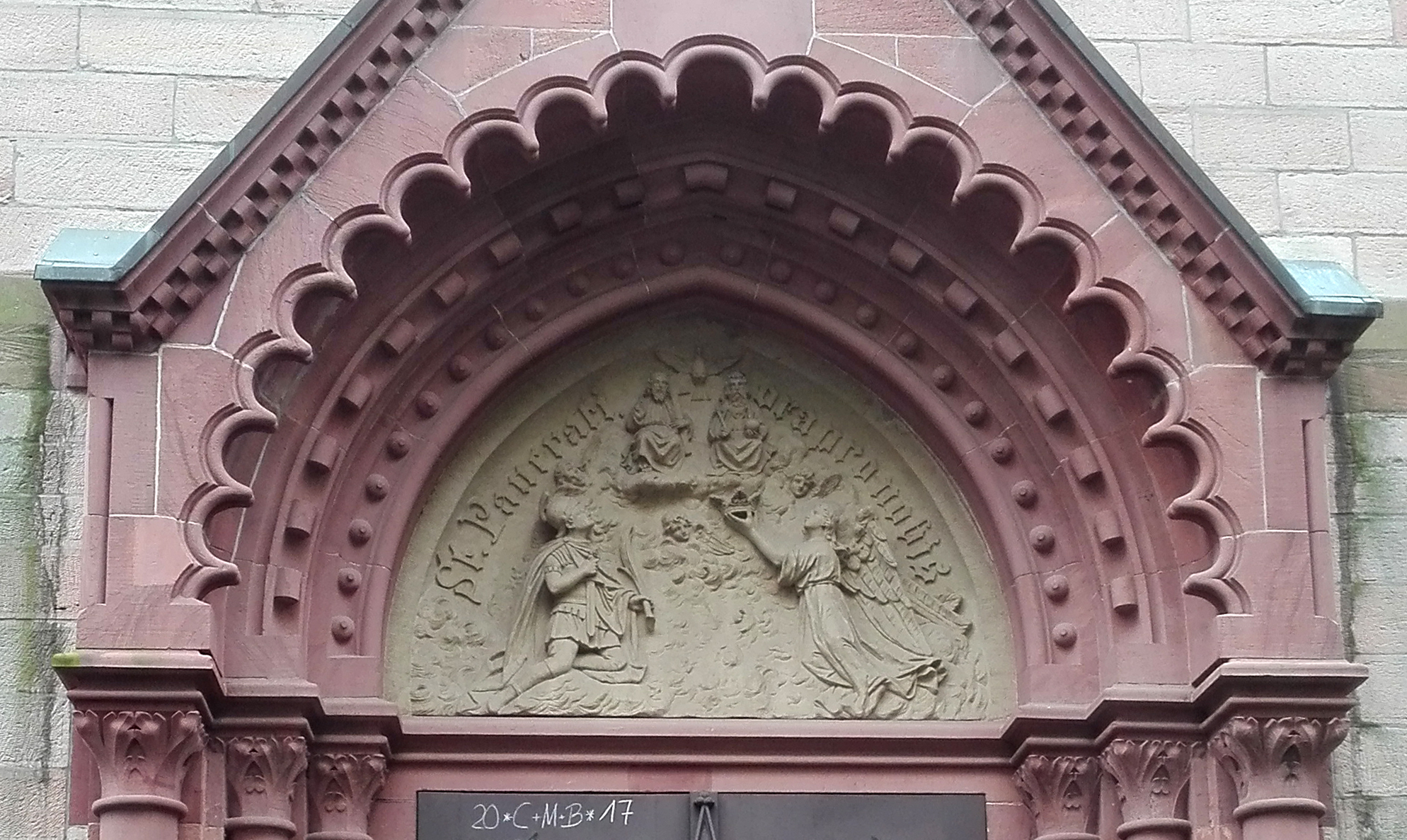
Tympanon-Gestaltung des Nordportals mit der lateinischen Aufschrift: St Pancrati ora pro nobis (Hl. Pankratius bete für uns)

In Gestaltung und Konzeption weist das Bauwerk verblüffende Ähnlichkeiten zu den katholischen Pfarrkirchen St. Nazarius in Ober-Roden und St. Matthias in Nieder-Roden auf, die ebenfalls nach Plänen des Architekten Joseph Röder ausgeführt wurden. Alle drei Kirchen scheinen auf den ersten Blick den gotischen Vorbildern aus dem Mittelalter verblüffend ähnlich. Erst bei näherem Hinsehen fällt auf, dass sie keine Kirchen aus dem Mittelalter sein können. So sind zum Beispiel die gemeißelten Grate des Maßwerks oder des Kapitellschmucks zu scharfkantig, um wirklich gotisch zu sein. Bei der Innenausstattung erscheint das Gold am Hochaltar, den Heiligenfiguren und ihren Konsolen auch viel glänzender und üppiger aufgetragen als in einer gotischen Kirche des Mittelalters.
Äußerliche Merkmale des ältesten Bauwerks Offenbachs sind der basilikale Grundriss mit drei Kirchenschiffen und Obergaden über den zwei Seitenschiffen, der hoch aufragende, helle Chor mit großen Fenstern, die Rosetten über den Portalen und eine Fülle an Maßwerk und Wimpergen. Das Mittelschiff ist rund 48 Meter lang. Das Mauerwerk besteht aus Bruchstein, der an der Außenfassade hammergerecht bearbeitet wurde. Im Inneren sind die Wandflächen verputzt. Alle tragenden Teile, wie die Pfeiler im Innenraum, die Gewölbe- und Fensterbogen, die Gesimse und die Trage- und Mauerpfeiler bestehen aus massivem Sandstein, der von Steinmetzen zugerichtet wurde.

## Innenausstattung

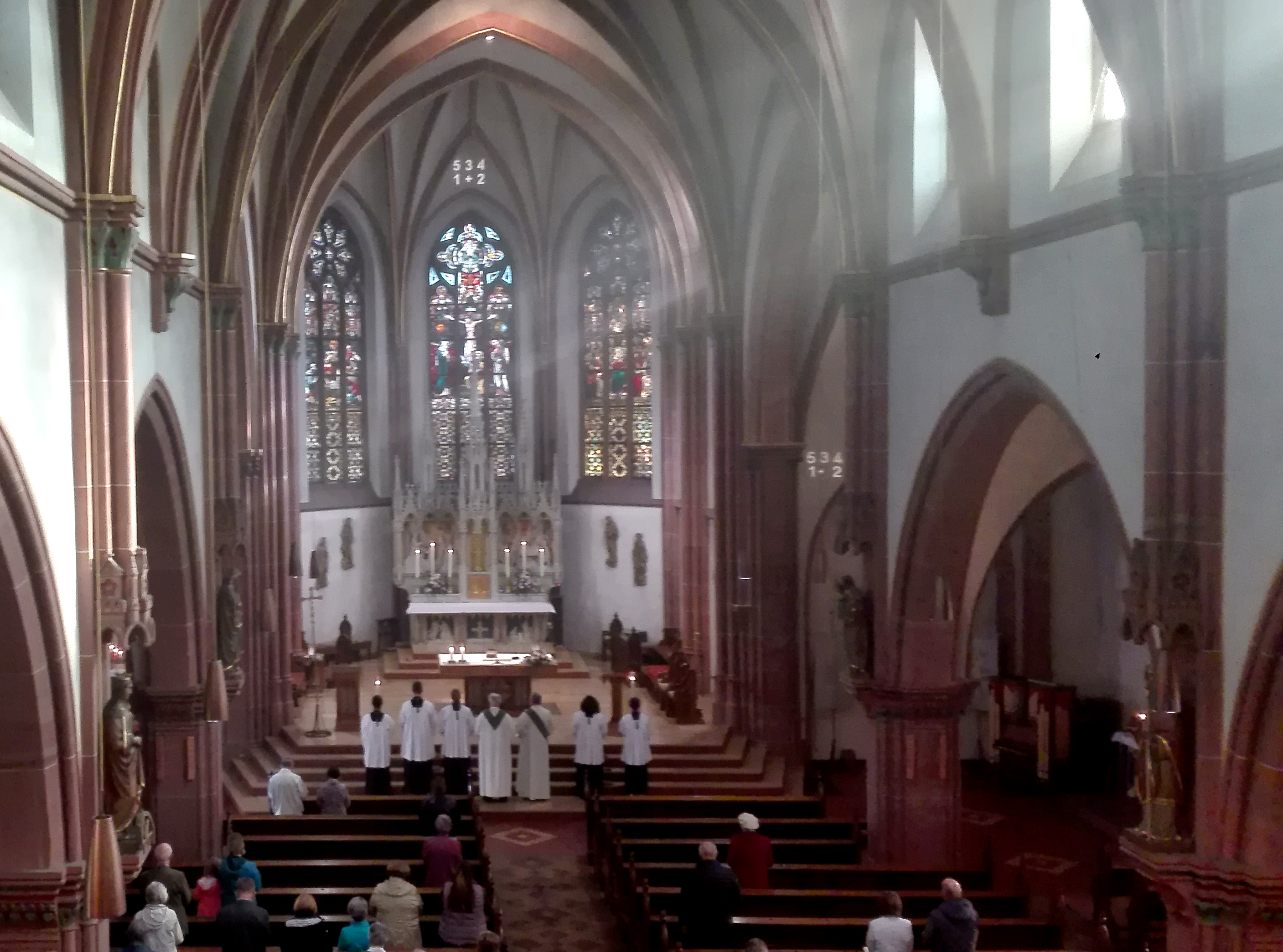
Innenausstattung mit dem Hochaltar als Hauptmerkmal

Die ursprüngliche, neugotische Ausstattung der Kirche ist seit der Entstehung beinahe unverändert. Insgesamt wirkt der Innenraum eher dunkel, besticht andererseits durch die einheitliche Gestaltung, die geprägt ist durch klare Gliederung und sich wiederholende, ähnliche Details.
Hauptmerkmal des Innenraums ist der aus französischem Marmor gefertigte, neugotische Hochaltar mit seinen hohen filigranen Sprenggiebeln. An den drei großen Säulenkapitellen des Mittelschiffs stehen auf Konsolen Baldachinfiguren der Heiligen Aloisius von Gonzaga, Katharina von Alexandrien, Maria, Josef von Nazaret, Martin von Tours und Antonius von Padua (von hinten links reihum nach hinten rechts). Die Figuren wirken starr, glatt und schematisch, eher wie preiswert in Serie hergestellte Arbeiten als wie jahrhundertealte Meisterstücke aus einer Werkstatt. An der unteren Kirchenwand hängen ausschließlich Wandplastiken der Kreuzwegstationen Jesu. So kommen die Apostelleuchter bzw. Apostelkreuze mehr zur Geltung. Die bunten Bleiglasfenster der Seitenschiffe sind vom Frankfurter Glasmaler Bernhard Kraus nach gotischem Vorbild mit Maßwerk gestaltet, zeigen jedoch mit Blick auf den Altar von vorne rechts bis vorne links lieblich gemalte Rosenkranzszenen: die freudenreichen, schmerzhaften und glorreichen Geheimnisse. Die Farben erscheinen nicht in der gewohnten Tiefe, viele Weißflächen sind mit Schwarzlot bemalt. Die Fensterrose auf der südlichen Seite des Querschiffs zeigt die legendäre Rosenkranzübergabe 1208 an den heiligen Dominikus, Gründer des Dominikanerordens. Unter der Rosenkranzrosette befinden sich Wandplastiken der Heiligen Petrus (mit den Schlüsseln zum Himmel), Justina von Padua, Pankratius, Elisabeth (mit Rosen) und Heinrich II. (mit Kaiserkrone, Reichsbanner und Modell des Bamberger Doms in der Hand). Die Fensterrose auf der nördlichen Seite des Querschiffs präsentiert die Patronin der Kirchenmusik, die heilige Cäcilia von Rom. Dort befindet sich in einer Gruft vor dem nördlichen Seitenaltar auch das Grab von Monsignore Gottfried Schaider, der 1878 bis 1937 Pfarrer der Gemeinde und Initiator für den Kirchenneubau war. An der Westfassade des Kirchenschiffs gleich neben dem Hauptportal hängt das Gnadenbild Unserer Lieben Frau von der immerwährenden Hilfe als Kopie. Es beschreibt den Anfang und das Ende der Erlösung durch Jesus Christus.

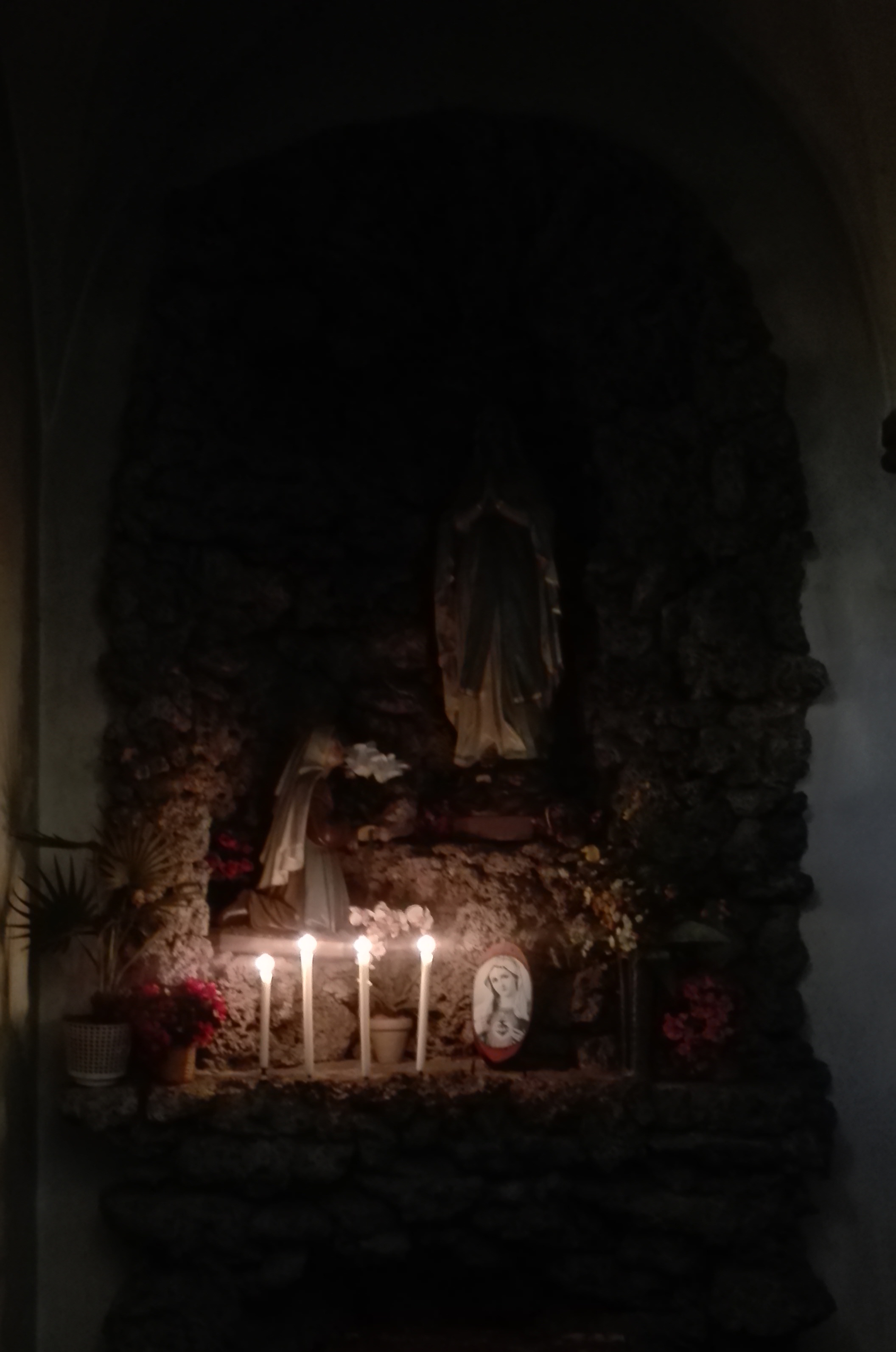
Lourdes-Grotte nördlich des Haupteingangs der Kirche
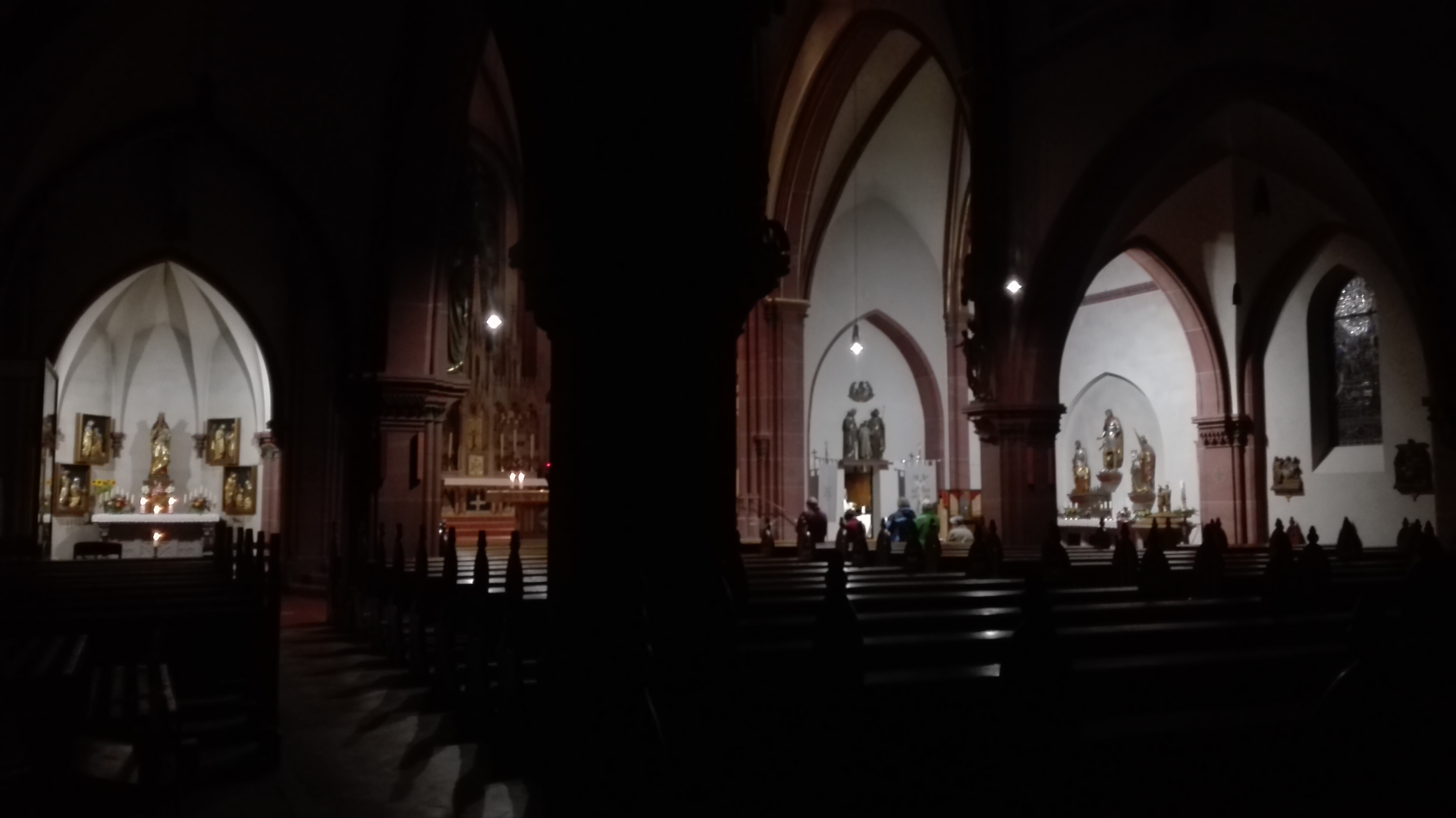
Querschiff der Kirche bei Nacht
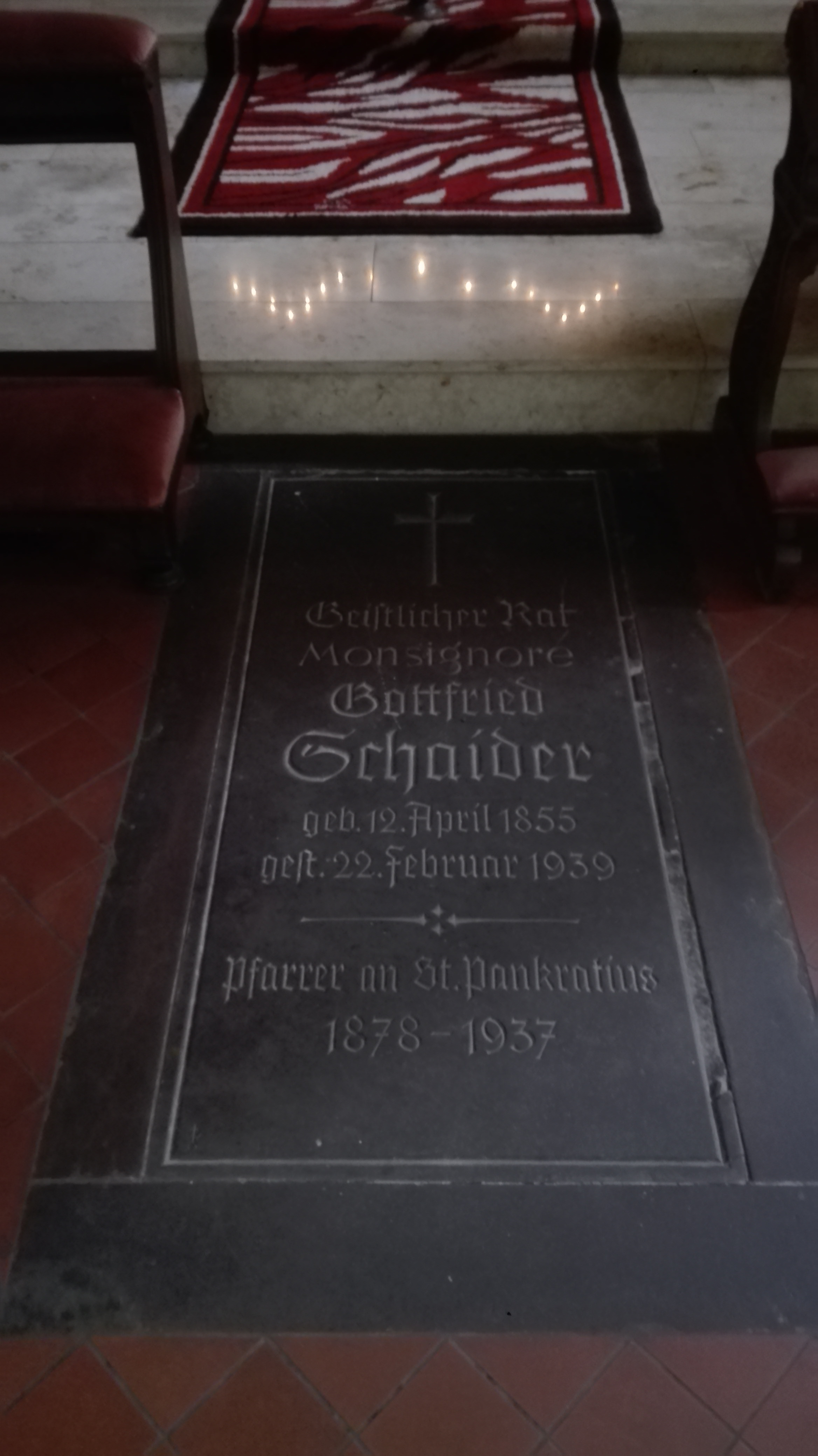
Grabstein vorm Seitenaltar im nördlichen Querschiff mit der Aufschrift: Geistl. Rat Msgr. Gottfried Schaider, Pfarrer an St. Pankratius 1878–1937
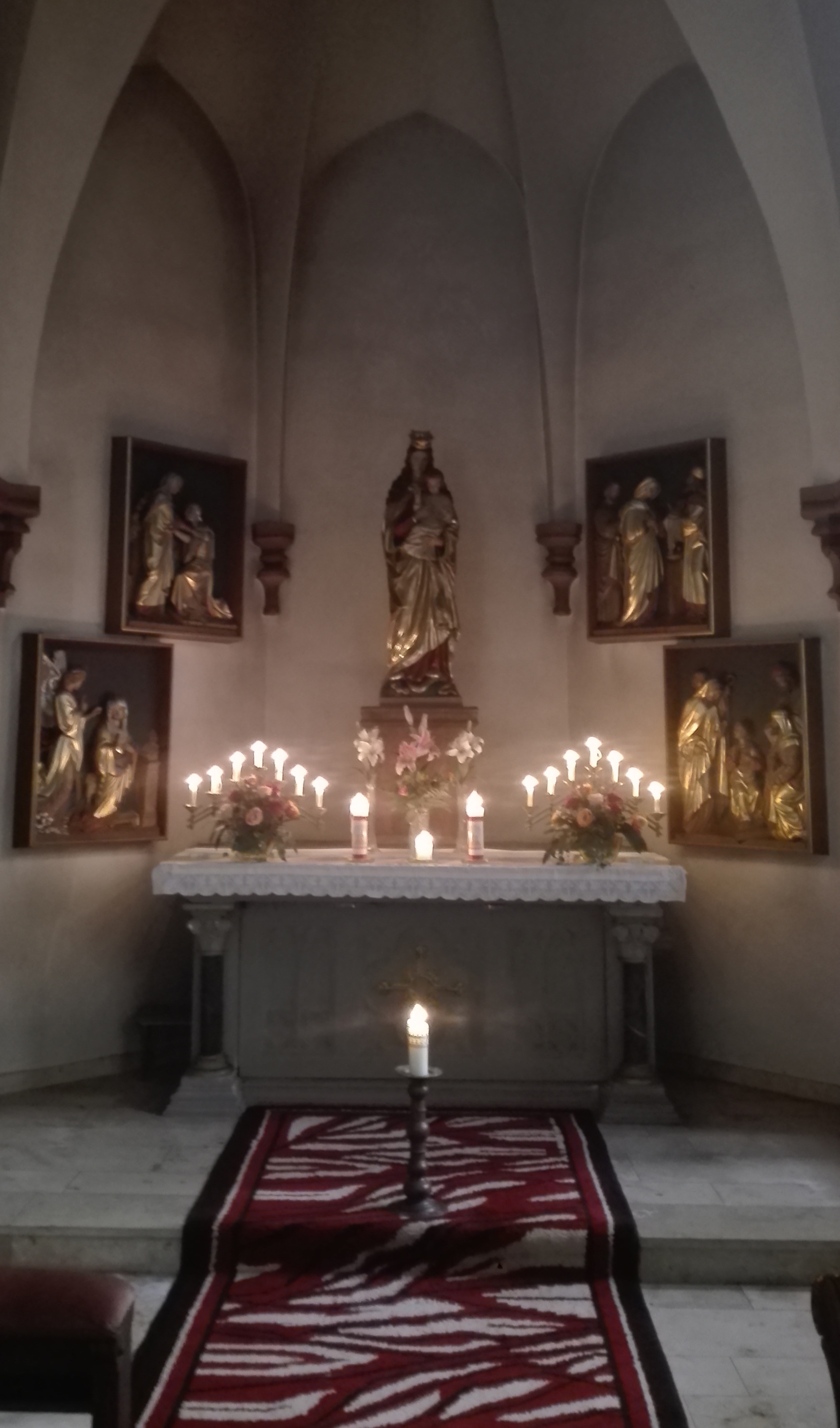
Seitenaltar im nördlichen Querschiff hinter dem Grabstein des Pfarrers
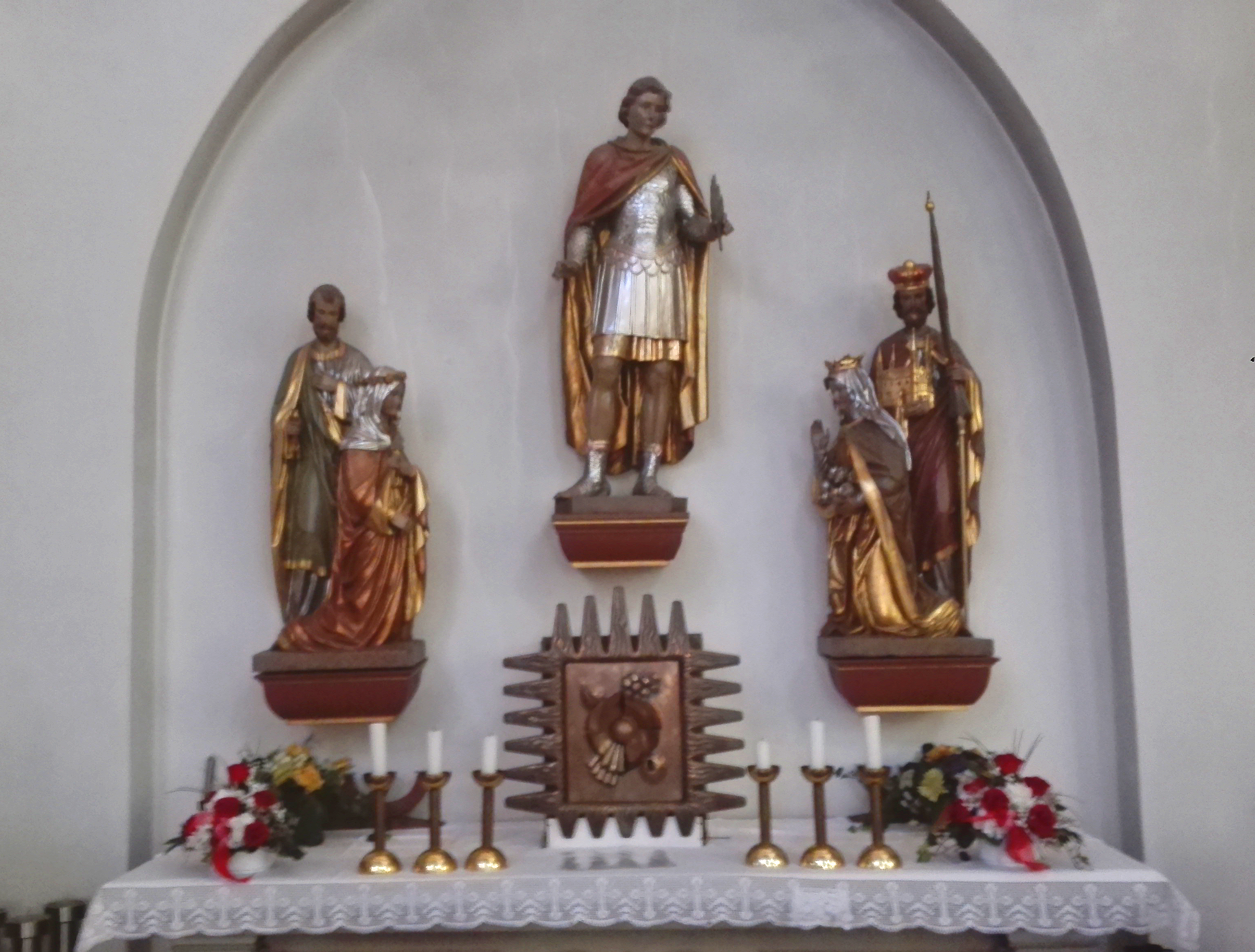
Seitenaltar im südlichen Querschiff mit Wandplastiken der heiligen Petrus, Justina, Pankratius, Elisabeth und Kaiser Heinrich II.
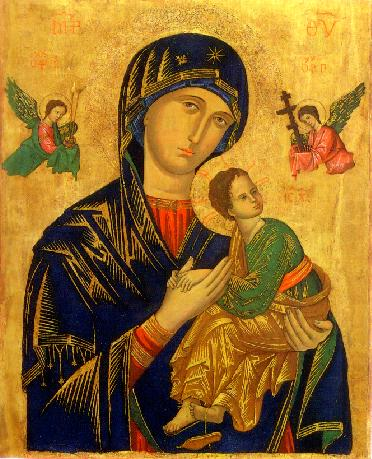
Das Gnadenbild Unserer Lieben Frau von der immerwährenden Hilfe südlich des Haupteingangs der Kirche

### Neugotischer Hochaltar

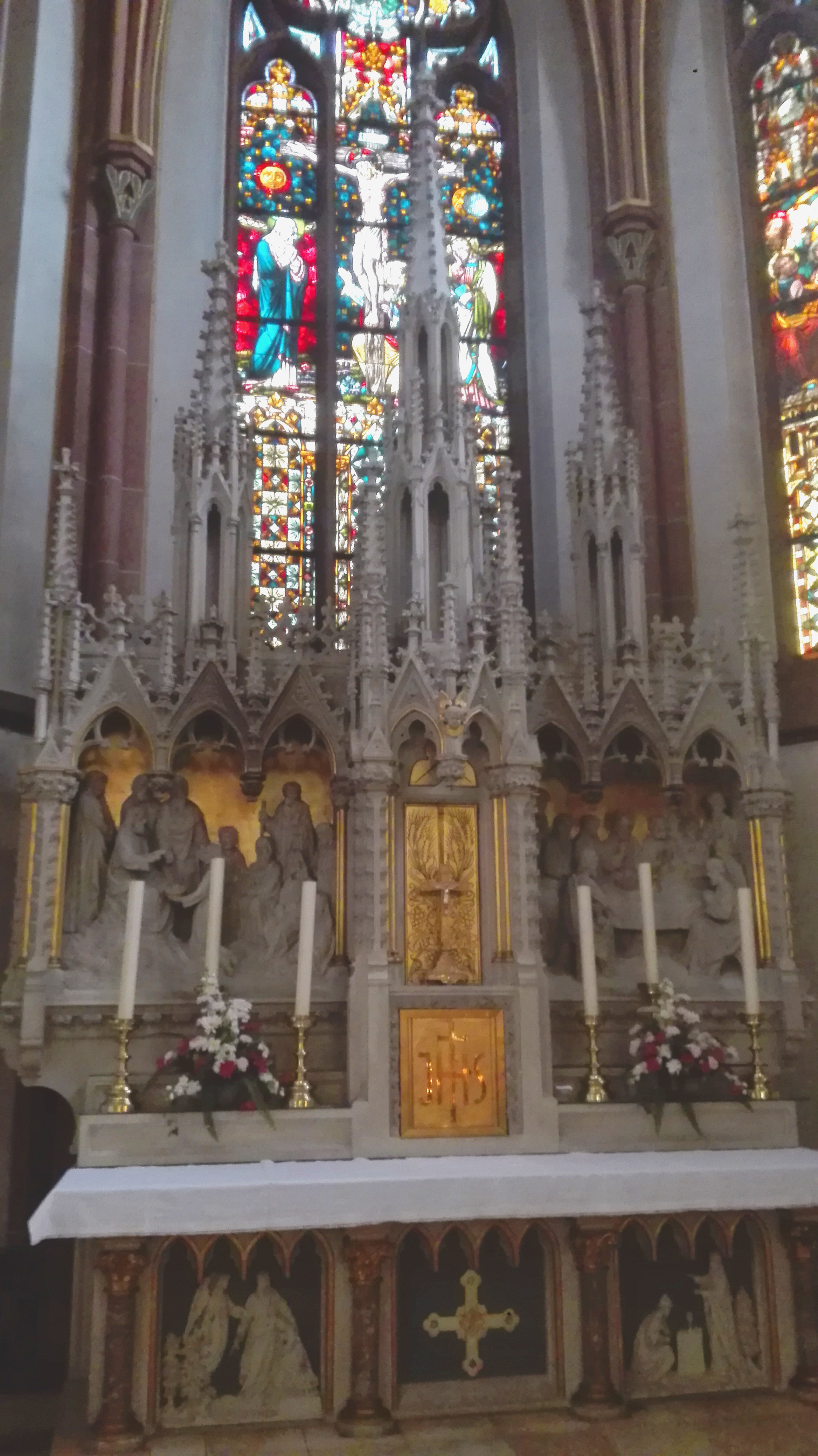
Neugotischer Hochaltar

Der aus französischem Marmor gearbeitete, vergoldete neugotische Hochaltar mit hohen filigranen Sprenggiebeln zeigt im Kastenschrein große übergreifende Themen des Glaubens: links die biblische Szene der Wundersamen Brotvermehrung und rechts das letzte Abendmahl Jesu mit seinen Jüngern. Die Mitte des Altars bildet der auch durch reichen neogotischen Zierrat hervorgehobene Tabernakel mit einem Kreuz. Die Tabernakeltüren bilden das Zentrum der Predella, die rechts und links Szenen aus dem Leben Abrahams zeigt: links das „Opfer des Isaak“ und rechts Abrahams Begegnung mit dem Priesterkönig Melchisedek. Der Tabernakel selbst trägt die Buchstabenfolge IHS, die für den lateinischen Spruch: Jesus Hominum Salvator („Jesus, der Menschen Erlöser“) steht. Im Tabernakel befindet sich die neugotische Turmmonstranz, ein Geschenk von Monsignore Gottfried Schaider an seine Pfarrei im Jahr 1915, gefertigt vom Filigraniergoldschmied Zabolitzky in Hanau-Steinheim.

### Gefallenenkapelle
In der Gefallenenkapelle im Erdgeschoss des spätgotischen Glockenturms befindet sich heute an der Seite des Marienaltars das Herz-Jesu-Fenster und in einem Leuchtkasten die Darstellung der Sieben Schmerzen Mariens mit Widmung an die im Ersten Weltkrieg gefallenen Gemeindemitglieder.

## Orgel

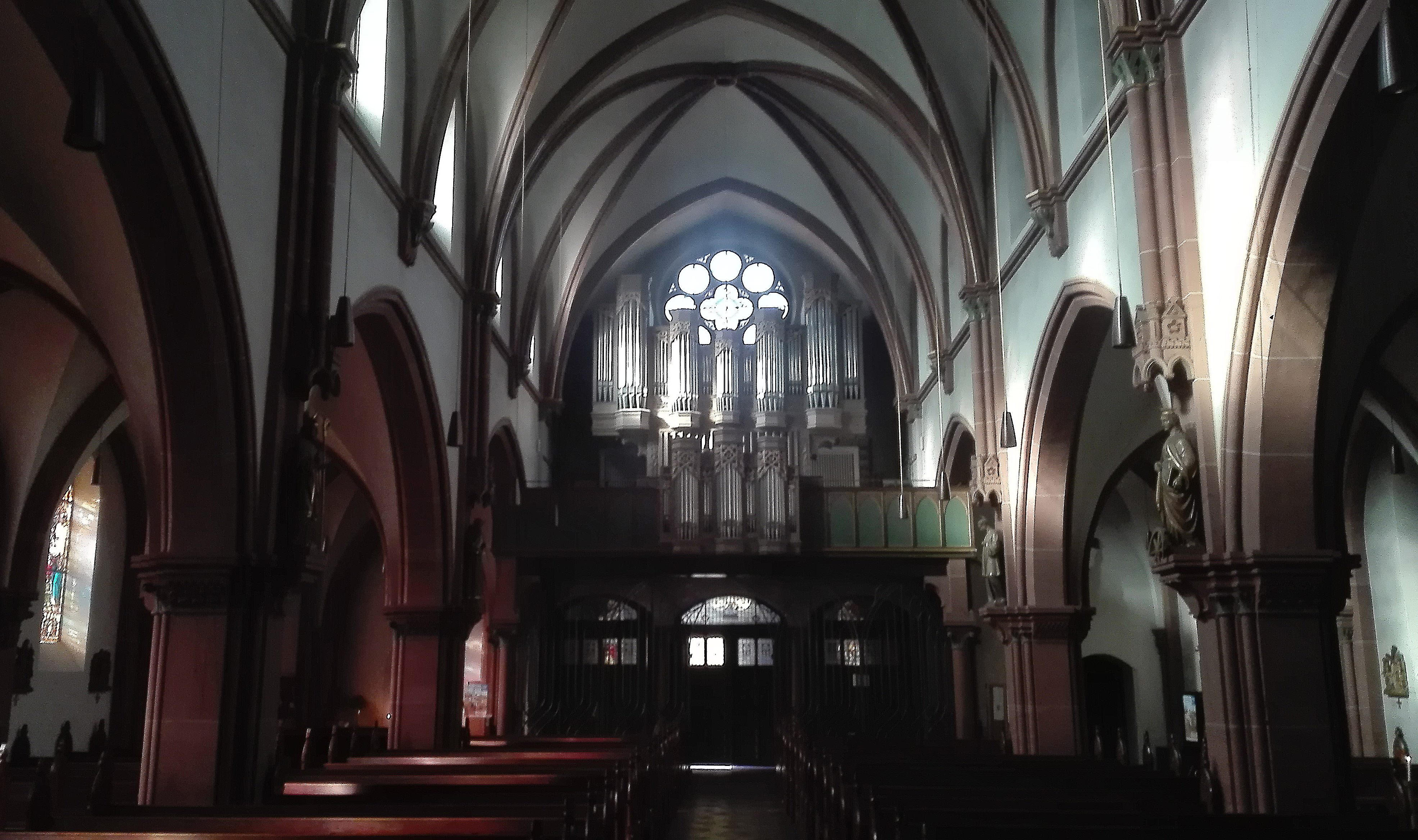
Blick zur Orgelempore

1944 gründete Pfarrer Heinz einen Orgelfonds für einen Orgelneubau. Sein Augenmerk galt in großem Male der Musik, und er stimmte auch seine Orgel selbst. Es sollte allerdings noch viele Jahre dauern, bis er seinen Traum von einer neuen Orgel für seine schön ausgemalte Kirche realisieren konnte.
1963 erhielt die Kirche eine Orgel aus der Orgelbauerwerkstatt Mendel. Das Instrument hatte wenig Klangfülle und erwies sich bald als störanfällig. 1971 sollte Mendel eine gründliche Überholung vornehmen. Aus organisatorischen Gründen streckten sich die Verhandlungen und Wartungsarbeiten jedoch bis 1981. 1986 kündigte Pfarrer Lorenz Eckstein schließlich den Stimm- und Pflegevertrag mit der Orgelbauwerkstatt Mendel.
Schon 1984 trug man sich in Bürgel mit dem Gedanken, eine neue Orgel bauen zu lassen, und bat bei den Orgelbauwerkstätten Oberlinger (Windesheim) und Oehms (Trier) um Angebote. Ein Angebot von Oberlinger brachte keine die Gemeinde befriedigenden Vorschläge. Oehms hingegen gab insgesamt fünf Angebote für den Um-/Neubau einer Orgel ab. Die Wahl der Pfarrei St. Pankratius fiel auf den Anbieter Oehms, der 1986 mit dem Bau einer neuen, dreimanualigen Orgel unter Verwendung der Pfeifen, Windladen, des Pedalwerks und Rückpositivs der Mendel-Orgel beauftragt wurde. Das neue Instrument – die größte Oehms-Orgel überhaupt und die größte Orgel Offenbachs – wurde am 12. September 1987 von Josef Seuffert eingeweiht und am 19. Dezember 1987 von Albert Schönberger, dem damaligen Orgelsachverständigen der Diözese Mainz, abgenommen.
Die akustisch, optisch und funktional optimale Aufstellung der Orgel wurde durch bauliche Einschränkungen behindert. An der rückwärtigen Wand der Empore sind das Hauptwerk und das Pedalwerk in einem geschlossenen Gehäuse aufgebaut; in der Emporenbrüstung befindet sich das Rückpositiv. Das Orgelgehäuse mit geschlossener Rückwand, Seitengehäuse und Überdachung ist aus massivem Eichenholz und die Holzpfeifen aus Fichten- und Eschenholz. Die Metallpfeifen sind aus Zinn und Zink.
Mit der Gestaltung des Orgelgehäuses und des Orgelprospekts bestimmt die Oehms-Orgel der Kirche die Atmosphäre des Kirchenraums. Der Orgelprospekt dient zusammen mit der weiteren skulpturalen und malerischen Ausstattung und Ausgestaltung der Kirche einem architektonischen Gesamtkonzept. Anregung für die Gehäusegestaltung hatte Oehms bei der Schwalbennestorgel der Kirche St. Valentinus in Kiedrich gefunden, deren Mittelturm ihn zu den Turmbekrönungen inspirierte.
Bereits Anfang der 1990er Jahre zeigten sich aber erhebliche Mängel in dem neuen Instrument. 1998 begann eine notwendige Generalüberholung der Oehms-Orgel durch die Orgelbauwerkstatt Weiß (Zellingen). Hierbei traten überraschend gravierende Fertigungsmängel zutage, die bei rein äußerlicher Besichtigung nicht feststellbar gewesen waren. Oehms war inzwischen verstorben und sein Betrieb aufgelöst, so dass man trotz der noch nicht abgelaufenen Gewährleistungsfrist keine Garantieleistungen mehr in Anspruch nehmen konnte. Die Generalüberholung zog sich bis zum Jahr 2006 hin, so ersetzte Weiß 2002 auch das Gebläse, dämmte das Laufgeräusch im Maschinenraum und führte 2005–2006 eine Neuintonation des Instruments aus.
Das Instrument hat 41 klingende Register (2.582 Orgelpfeifen) auf drei Manualwerken und Pedal, es ist somit die größte Orgel in Offenbach am Main. Das Pedal wurde im Februar 2021 durch ein parallel-konkaves ersetzt. Der mechanische Spieltisch steht zwischen dem Hauptgehäuse und dem Rückpositiv; der Organist spielt mit dem Rücken zum Hauptschiff. Die Spieltraktur  ist vollmechanisch und mit Registerkanzelladen (Kegelladen) ausgestattet; alle zu einem Register gehörenden Orgelpfeifen stehen also auf einer Kanzellenlade. Die Disposition der Oehms-Orgel von 1987 lautet wie folgt:
| I Rückpositiv C–g3 |                |       |
| 1.                 | Gedackt        | 8′    |
| 2.                 | Praestant      | 4′    |
| 3.                 | Rohrflöte      | 4′    |
| 4.                 | Spitzflöte     | 4′    |
| 5.                 | Nasat          | 1 ⁄3′ |
| 6.                 | Octävlein      | 1′    |
| 7.                 | Cymbel III     | 2⁄3′  |
| 8.                 | Rohrschalmey 0 | 8′    |
|                    | Tremulant      |       |

| II Hauptwerk C–g3 |                |        |
| 09.               | Bordun         | 16′    |
| 10.               | Prinzipal      | 08′    |
| 11.               | Rohrflöte      | 08′    |
| 12.               | Oktave         | 04′    |
| 13.               | Holzflöte      | 08′    |
| 14.               | Oktave         | 02′    |
| 15.               | Cornett IV-V 0 |        |
| 16.               | Mixtur V       | 01 ⁄3′ |
| 17.               | Trompete       | 16′    |
| 18.               | Feldtrompete 0 | 08′    |
|                   | Tremulant      |        |

| III Schwellwerk C–g3 |                     |         |
| 19.                  | Geigenprincipal     | 08′     |
| 20.                  | Bleigedackt         | 08′     |
| 21.                  | Salicional          | 08′     |
| 22.                  | Vox Coelestis       | 08′     |
| 23.                  | Prinzipal           | 04′     |
| 24.                  | Gemshorn            | 04′     |
| 25.                  | Quinte              | 02 ⁄3′  |
| 26.                  | Nachthorn           | 02′     |
| 27.                  | Terz                | 01 3⁄5′ |
| 28.                  | Mixtur IV           | 02′     |
| 29.                  | Scharffcymbel III 0 | 01′     |
| 30.                  | Dulcian             | 16′     |
| 31.                  | Oboe                | 08′     |
|                      | Tremulant           |         |

| Pedalwerk C–d1 |                 |        |
| 32.            | Prinzipalbass   | 16′    |
| 33.            | Subbass         | 16′    |
| 34.            | Oktavbass       | 08′    |
| 35.            | Gedacktbass     | 08′    |
| 36.            | Choralbass      | 04′    |
| 37.            | Pedalflöte      | 04′    |
| 38.            | Suavial         | 02′    |
| 39.            | Großmixtur IV 0 | 02 ⁄3′ |
| 40.            | Posaune         | 16′    |
| 41.            | Fagott          | 08′    |

- Koppeln: I/II, III/I, III/II, I/P, II/P, III/P
- Schweller
- 3 freie Kombinationen
- Tremulanten im Tempo stufenlos regelbar